# Кучер Богдан Максимович
Богда́н Макси́мович Ку́чер — полковник медичної служби, заслужений лікар України (2019).

## З життєпису
Виконував обов'язки провідного хірурга в зоні проведення боїв — у складі 61-го військового мобільного госпіталю (т.в.о. начальника).

## Нагороди та вшанування
- Указом Президента України № 878/2019 від 4 грудня 2019 року за «особисті заслуги у зміцненні обороноздатності Української держави, мужність і самовіддані дії, виявлені у захисті державного суверенітету та територіальної цілісності України, зразкове виконання військового обов'язку» нагороджений медаллю «За працю і звитягу»[3].